# Socket AM4
Socket АМ4 (PGA 1331) — роз'єм мікропроцесорів, розроблений компанією AMD для центральних процесорів, побудованих на архітектурі Zen (включно з Zen+, Zen 2 та Zen 3) і Excavator.
Представлений 5 вересня 2016 року, разом з APU Bristol Ridge, як заміна для роз'ємів  AM3+, FM2+ та FS1b, як єдина платформа для мікропроцесорів AMD. Роз'єм належить до типу PGA (pin grid array), має 1331 контакт, підтримує оперативну пам'ять стандарту DDR4, а також як високопродуктивні ЦП без відео-ядра (бренд Ryzen) так і бюджетні ЦП і APU.

## Особливості
- Підтримка PCIe 3.0 та 4.0[4]
- Підтримка процесорів сімейства Zen (включно із Zen+, Zen 2 та Zen 3)
- Підтримка до 4-х модулів пам'яті DDR4 SDRAM у двоканальному режимі
- Чипсети для платформи підтримують NVMe, USB 3.1 Gen2

## Чипсети
Сокет AM4 використовується з п'ятьма чипсетами. Хоча процесори для цієї платформи проектувались як системи на чипі (SoC), з вбудованим північним і південним мостом, використання чипсета на материнській платі дозволяє збільшити кількість ліній PCIe, і розширити можливості підключення (NVMe, SATA Express та ін.).
Разом з релізом другого покоління процесорів Ryzen на архітектурі Zen+, компанія представила новий набір системної логіки для високопродуктивних систем, з чипсетом X470 який відрізняється підтримкою технології AMD StoreMI.
*AMD дала можливість використовувати процесори архітектури Zen 3 на материнських платах B450 та B350. Для цього треба оновити BIOS.
| Модель | PCIe               | PCIe      | PCIe | SATA + SATA Express | USB 3.1 Gen2 + 3.1 Gen1 + 2.0 | RAID   | StoreMI | Розгін    | TDP (Вт) | Підтримка процесорів | Підтримка процесорів | Підтримка процесорів | Підтримка процесорів |
| Модель | PCIe лінії чипсету | CrossFire | SLI  | SATA + SATA Express | USB 3.1 Gen2 + 3.1 Gen1 + 2.0 | RAID   | StoreMI | Розгін    | TDP (Вт) | Zen                  | Zen+                 | Zen 2                | Zen 3                |
| ------ | ------------------ | --------- | ---- | ------------------- | ----------------------------- | ------ | ------- | --------- | -------- | -------------------- | -------------------- | -------------------- | -------------------- |
| A320   | PCIe 2.0 ×4        | Ні        | Ні   | 2 + 1               | 1 + 2 + 6                     | 0,1,10 | Ні      | Ні        | ~5       | Так                  | Так                  | частково             | Ні                   |
| B350   | PCIe 2.0 ×6        | Так       | Ні   | 2 + 1               | 2 + 2 + 6                     | 0,1,10 | Ні      | Так       | ~5       | Так                  | Так                  | частково             | Ні                   |
| X370   | PCIe 2.0 ×8        | Так       | Так  | 4 + 2               | 2 + 6 + 6                     | 0,1,10 | Ні      | Так       | ~5       | Так                  | Так                  | частково             | Ні                   |
| B450   | PCIe 2.0 ×6        | Так       | Ні   | 2 + 1               | 2 + 2 + 6                     | 0,1,10 | Так     | Так + PBO | ~5       | Так                  | Так                  | Так                  | Так*                 |
| X470   | PCIe 2.0 ×8        | Так       | Так  | 4 + 2               | 2 + 6 + 6                     | 0,1,10 | Так     | Так + PBO | ~5       | Так                  | Так                  | Так                  | Так*                 |
| B550   | PCIe 3.0 ×6        | Так       | Ні   | 4 + 0               | 2 + 2 + 6                     | 0,1,10 | Так     | Так + PBO | ~5       | Ні                   | Ні                   | Так                  | Так                  |
| X570   | PCIe 4.0 ×16       | Так       | Так  | 12 + 0              | 8 + 0 + 4                     | 0,1,10 | Так     | Так + PBO | ~11      | Ні                   | Так                  | Так                  | Так                  |